# Freixo (Almeida)
Freixo ist eine Gemeinde (Freguesia) im portugiesischen Kreis Almeida. In ihr leben 167 Einwohner (Stand 19. April 2021).